# Scott Douglas Lively

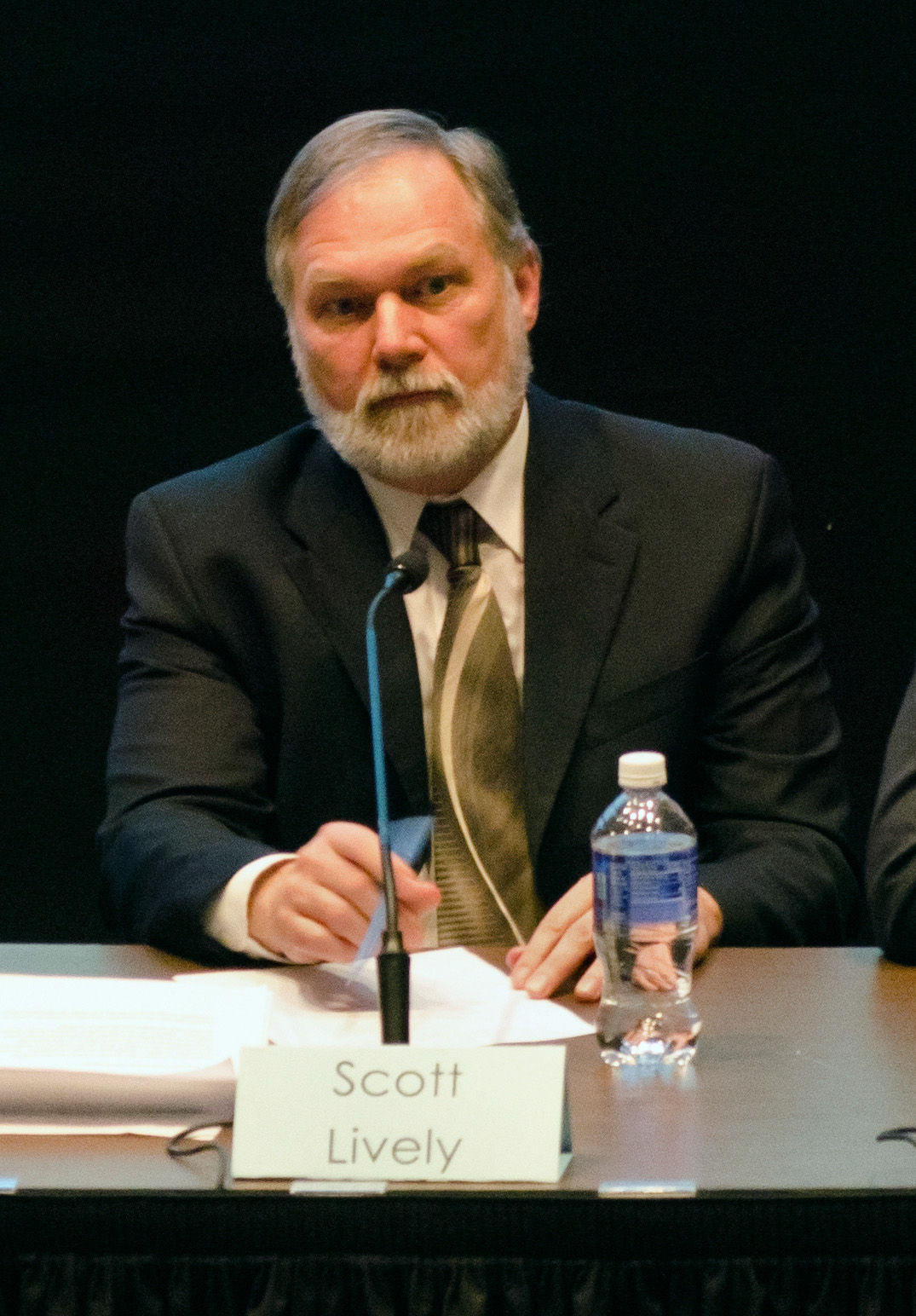
Scott Douglas Lively (2014)

Scott Douglas Lively (* 14. Dezember 1957) ist ein US-amerikanischer Jurist, Publizist und Ex-Gay-Aktivist.

## Leben
Nach seiner Schulzeit studierte Lively Rechtswissenschaften an der Trinity Law School. Lively ist Präsident der konservativen, US-amerikanischen Organisation Abiding Truth Ministries und Vorsitzender der kalifornischen Ortsgruppe innerhalb der US-amerikanischen Organisation American Family Association. Er trat in den Vereinigten Staaten als Redner und Lobbyist in Fernseh- und Radiosendungen auf. Lively war gemeinsam mit den US-Amerikanern Don Schmierer und Caleb Lee Brundidge an der Vorbereitung des ugandischen Gesetzes zur Verschärfung der Strafbarkeit von Homosexualität in Uganda beteiligt. Dieses Gesetz wurde von David Bahati ins Parlament eingebracht und hätte die Todesstrafe für Homosexualität zur Folge gehabt. Lively ist verheiratet und hat zwei Kinder.

### The Pink Swastika
Gemeinsam mit Kevin E. Abrams schrieb er das Buch The Pink Swastika. Abrams und Lively vertreten in diesem Buch die Ansicht, dass Homosexuelle die Nationalsozialistische Bewegung ins Leben gerufen hätten und auch hinter den meisten Gräueltaten während der Hitlerzeit steckten.

## Publikationen
- The Pink Swastika: Homosexuality in the Nazi Party
- The Poisoned Stream
- Seven Steps to Recruit-Proof Your Child
- Masculine Christianity
- Why and How to Defeat the “Gay” Movement